# Phạm Ngọc Tuấn
Phạm Ngọc Tuấn sinh năm 1964 là họa sĩ, đạo diễn phim hoạt hình người Việt Nam. Ông được trao tặng danh hiệu Nghệ sĩ nhân dân năm 2019 và Giải thưởng Nhà nước về Văn học - Nghệ thuật năm 2022.

## Tiểu sử
Phạm Ngọc Tuấn tốt nghiệp trường Đại học Sân khấu Điện ảnh Hà Nội khoa Mỹ thuật chuyên ngành Hoạt hình. Ông về làm việc tại Hãng phim Hoạt hình Việt Nam từ năm 1995.
Phạm Ngọc Tuấn hiện này là Tổng giám đốc Công ty cổ phần Hãng phim Hoạt hình Việt Nam và chủ tịch Hội đồng cố vấn học thuật tại Sconnect Academy of Media Arts, một trường chuyên đào tạo về hoạt hình và game đầu tiên của Việt Nam.

## Giải thưởng
| Năm  | Giải thưởng                                                     | Tác phẩm                | Kết quả       | Chú thích |
| ---- | --------------------------------------------------------------- | ----------------------- | ------------- | --------- |
| 2009 | Liên hoan phim Việt Nam lần thứ 16                              | Bước nhảy của Châu Chấu | Bông sen bạc  | [ 10 ]    |
| 2010 | Liên hoan phim Điện ảnh truyền hình Thể thao và Du lịch quốc tế | Sự tích Đảo Bà          | Giải nhì      | [ 11 ]    |
| 2014 | Giải Cánh diều 2013                                             |                         | Cánh diều bạc |           |
| 2015 | Làm phim hoạt hình ngắn                                         | Bố của gà con           | Giải nhất     | [ 12 ]    |
| 2023 | Liên hoan phim Việt Nam lần thứ 23                              | Cây ổi thiên đường      | Bằng khen     |           |

| Năm  | Giải thưởng                        | Hạng mục phim hoạt hình  | Tác phẩm   | Chú thích |
| ---- | ---------------------------------- | ------------------------ | ---------- | --------- |
| 2004 | Liên hoan phim Việt Nam lần thứ 14 | Họa sĩ tạo hình xuất sắc |            | [ 13 ]    |
| 2007 | Liên hoan phim Việt Nam lần thứ 15 | Họa sĩ xuất sắc          | Chú gà đất | [ 14 ]    |
| 2011 | Liên hoan phim Việt Nam lần thứ 17 | Họa sĩ tạo hình xuất sắc | Chiếc lá   | [ 15 ]    |

## Tác phẩm
| Năm  | Tựa đề                  | Đạo diễn | Vai trò khác | Chú thích |
| ---- | ----------------------- | -------- | ------------ | --------- |
| 2007 | Bước nhảy của Châu Chấu | Có       |              |           |
| 2009 | Sự tích Đảo Bà          | Có       | Họa sĩ chính | [ 16 ]    |
| 2010 | Giấc mơ Loa thành       | Có       | Họa sĩ chính | [ 17 ]    |
| 2010 | Chiếc lá                | Không    | Họa sĩ chính | [ 17 ]    |
| 2012 | Hào khí Thăng Long      | Không    | Họa sĩ chính | [ 18 ]    |
| 2012 | Linh Miêu               | Không    | Họa sĩ chính | [ 18 ]    |
| 2012 | Đôi cánh                | Có       | Họa sĩ chính | [ 18 ]    |
| 2013 | Mỵ Châu Trọng Thủy      | Có       |              |           |
| 2014 | Bố của Gà con           | Có       | Họa sĩ chính | [ 19 ]    |
| 2015 | Mèo trắng, Mèo Mun      | Có       | Họa sĩ chính | [ 20 ]    |
| 2016 | Chú chó máy             | Có       | Họa sĩ chính | [ 21 ]    |
| 2017 | Cô bé rơm vàng          | Có       | Họa sĩ chính | [ 22 ]    |
| 2017 | Hành trình của Bi       | Không    | Họa sĩ chính | [ 22 ]    |
| 2018 | Rùa mũ đỏ               | Có       | Họa sĩ chính | [ 23 ]    |
| 2019 | Sự tích Đền Bạch Mã     | Có       | Họa sĩ chính | [ 24 ]    |
| 2020 | Con chim gỗ             |          | Sản xuất     |           |
| 2020 | Mái Tơ phúc hậu         | Có       | Họa sĩ chính | [ 25 ]    |
| 2020 | Huyền thoại mắt biển    | Có       | Họa sĩ chính | [ 25 ]    |
| 2021 | Giấc mơ làm mẹ          | Có       | Họa sĩ chính | [ 26 ]    |
| 2022 | Cây ổi thiên đường      | Có       | Họa sĩ chính | [ 27 ]    |
| 2023 | Khoảng trời mơ ước      | Có       | Họa sĩ chính | [ 28 ]    |
| 2023 | Rừng xanh nổi giận      | Có       | Họa sĩ chính | [ 28 ]    |